# Phlyctibasidium polyporoideum
Phlyctibasidium polyporoideum är en svampart som först beskrevs av Berk. & M.A. Curtis, och fick sitt nu gällande namn av Jülich 1974. Phlyctibasidium polyporoideum ingår i släktet Phlyctibasidium, klassen Agaricomycetes, divisionen basidiesvampar och riket svampar.   Inga underarter finns listade i Catalogue of Life.